# Артур Френсіс Джордж Керр
Артур Френсіс Джордж Керр (англ. Arthur Francis George Kerr, 1877-1942) — ірландський лікар та ботанік, вивчав флору Таїланду. Він закликав інших ботаніків збирати зразки рослин у Таїланді, зокрема Емілі Коллінз.
На його честь названо ряд видів рослин, в тому числі Dipterocarpus kerrii, Hoya kerrii, Loranthus kerrii, Nepenthes kerrii, Platanus kerrii and Rafflesia kerrii.
Також кілька родів рослин вшановують його ім'я: Kerriochloa, Kerriodoxa, Kerriothyrsus та рід Afgekia, що є абревіатурою його імені.
Також Керр є автором деяких ботанічних назв, наприклад назва роду Dimetra (Oleaceae).